# Allak

Allak är ett berg vars topp ligger 1 349 meter över havet i Padjelanta nationalpark mellan sjöarna Virihávrre i söder och Vastenjávrre i norr, Jokkmokks kommun.

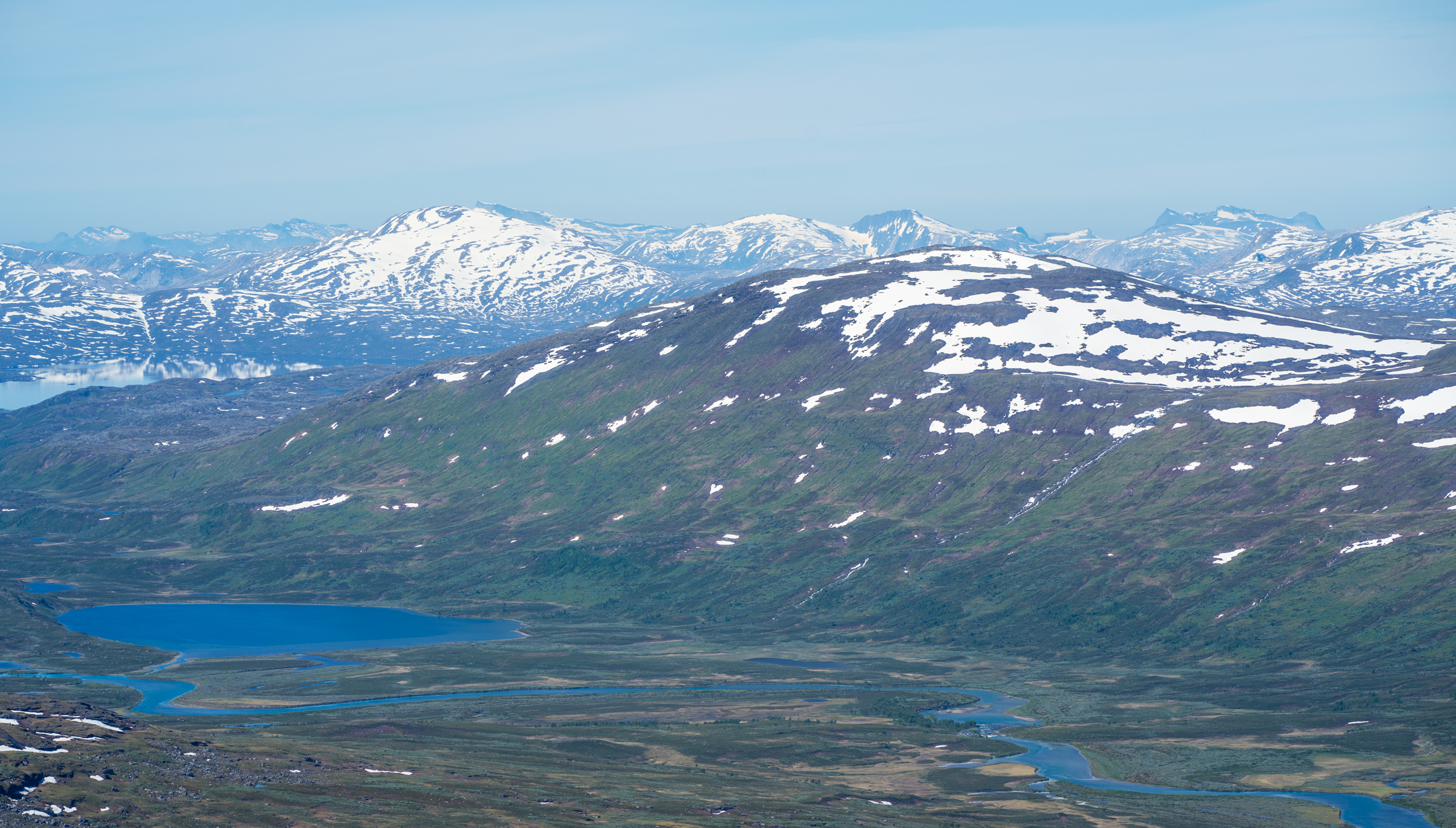
Berget Allak - vy från Álátjåhkkå. I förgrunden Miellädno.